# Hyaenodontidae
A Hyaenodontidae („hiéna fogúak”) a fosszilis Creodonta rend egy családja, számos ismert nemmel.
A Hyaenadontidák ragadozó életmódot folytató emlősök voltak, amelyek a késő paleocénben jelentek meg és a miocén végén haltak ki. Sokkal jobban elterjedtek és sikeresebbek voltak, mint rokonaik, az oxyaenidák. (Lambert, 163)

## Előfordulásuk
A Hyaenodontidák elterjedési területe Afrika, Eurázsia és Észak-Amerika volt. Az oligocén korig ők voltak a Földön a csúcsragadozók, de a valódi ragadozók (Carnivora) megjelenésével, uralmuk kezdett csökkenni. Az oligocén vége felé a legtöbbjük kihalt, csak négy nemük maradt fent: Megistotherium, Hyainailouros, Dissopsalis és a Hyaenodon legújabb fajai, köztük a Hyaenodon weilini. A négy utolsó nemük a miocén korban is élt, de a kor végét csak a Dissopsalis érte el.

## Megjelenésük

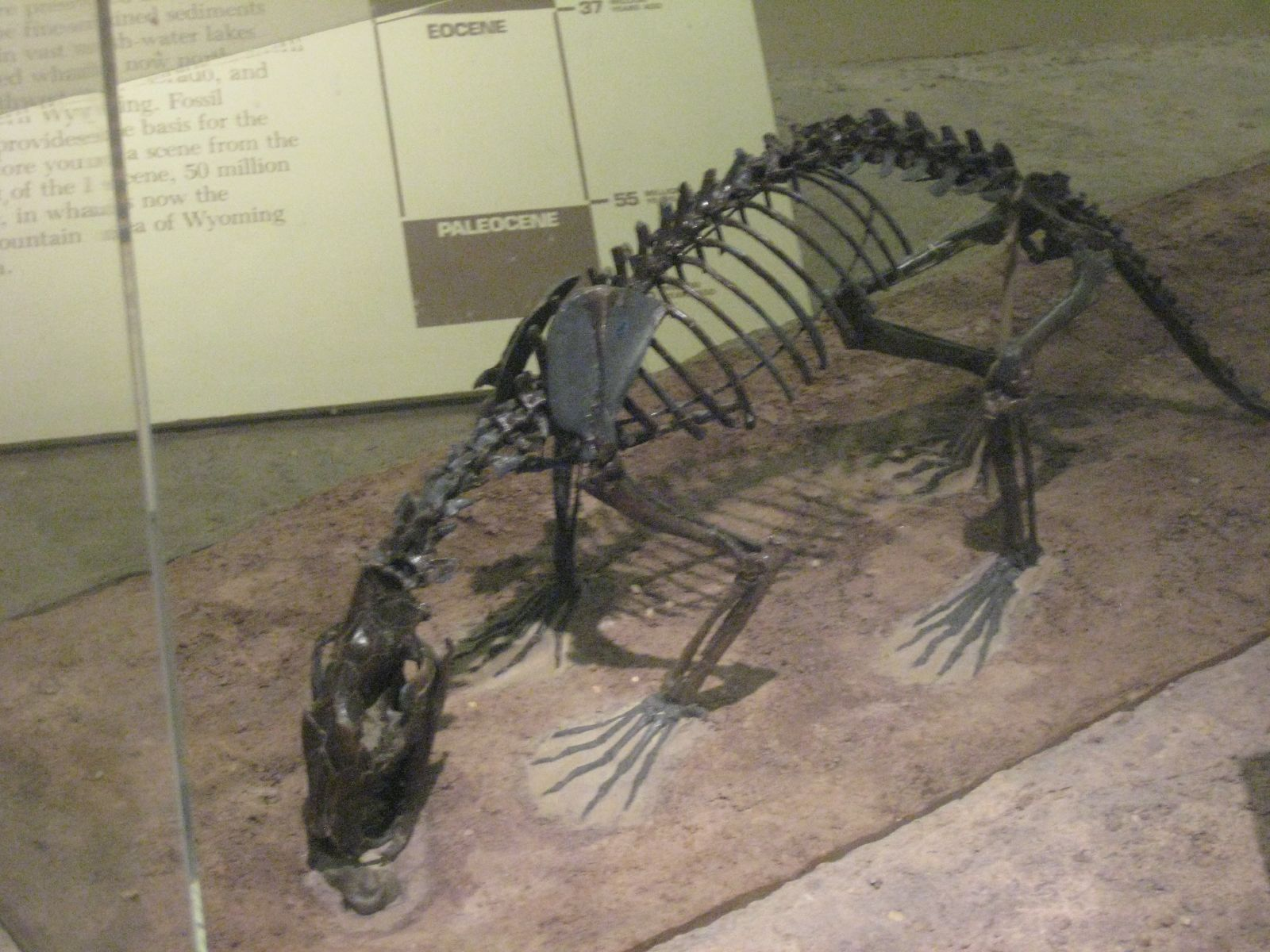
Sinopa grangeri csontváz

Hosszú koponyájukon keskeny állkapocs volt, testük pedig karcsú volt. Inkább a lábujjaikon jártak, mint a mancsukon. Marmagasságuk mérete 30 és 140 centiméter közt lehetett, legtöbbjük testtömege 5-15 kilogramm közt volt, de akadtak köztük ennél sokkal nagyobbak is, mint a Hyaenodon gigas, amely elérte az 500 kilogrammot, ám a 2019-ben leírt Simbakubwa kutokaafrika fajnál akár 1500 kg-os tömeget is feltételeztek. Koponyamaradványaik tanúsága szerint különlegesen jó szaglásuk lehetett. Fogaik inkább tépésre, mint összemorzsolásra voltak alkalmasak. (Lambert, 163) Tépőfoguk a második felső és a harmadik alsó őrlőfog volt.
A méretkülönbségekből arra lehet következtetni, hogy közülük a kisebbek inkább éjszaka, falkákban vadászhattak, a nagyobbak számára azonban testméretük már megengedhette a magányos, nappali vadászatot is.

## Rendszerezésük

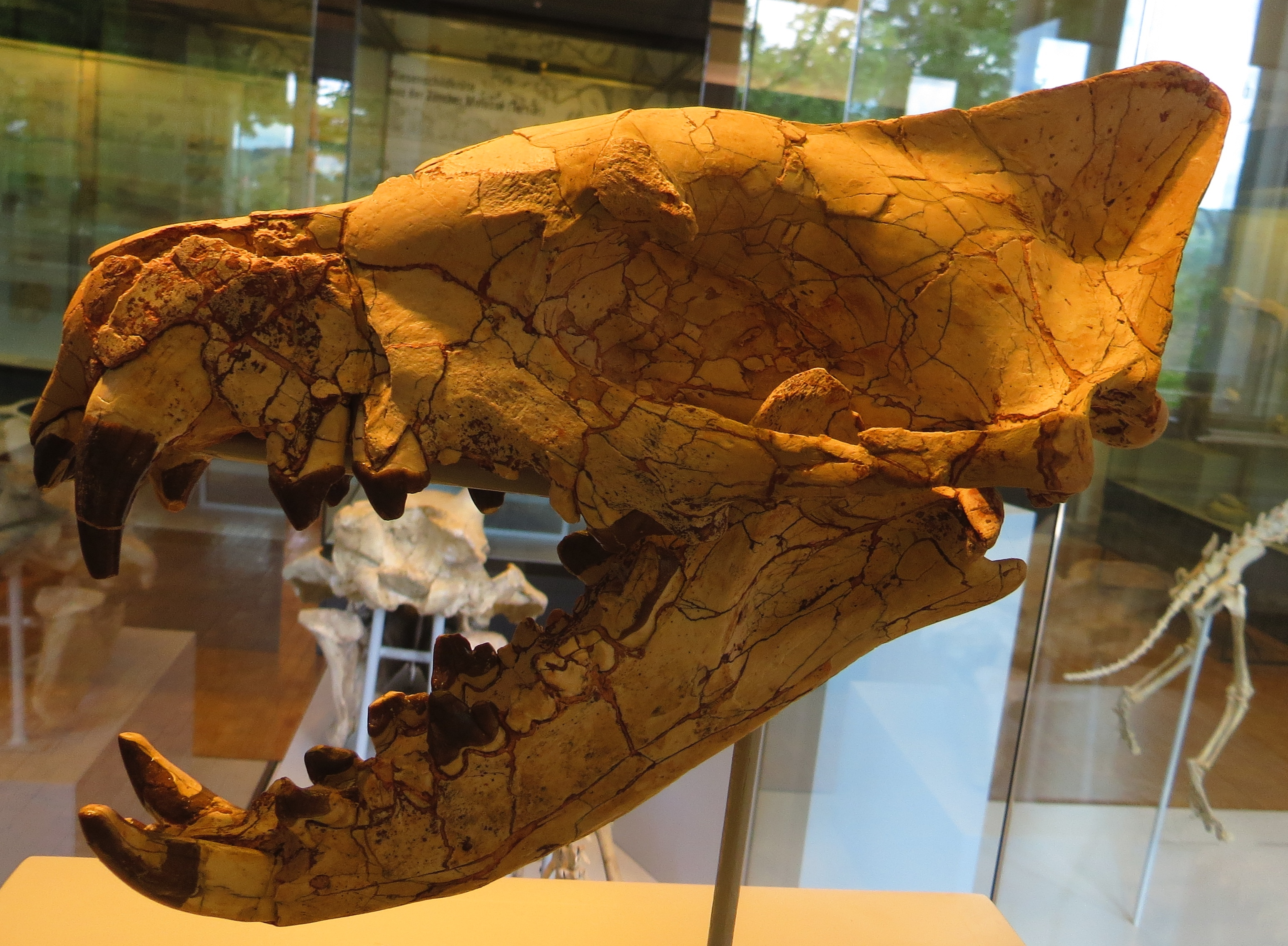
Hyaenodon horridus koponya

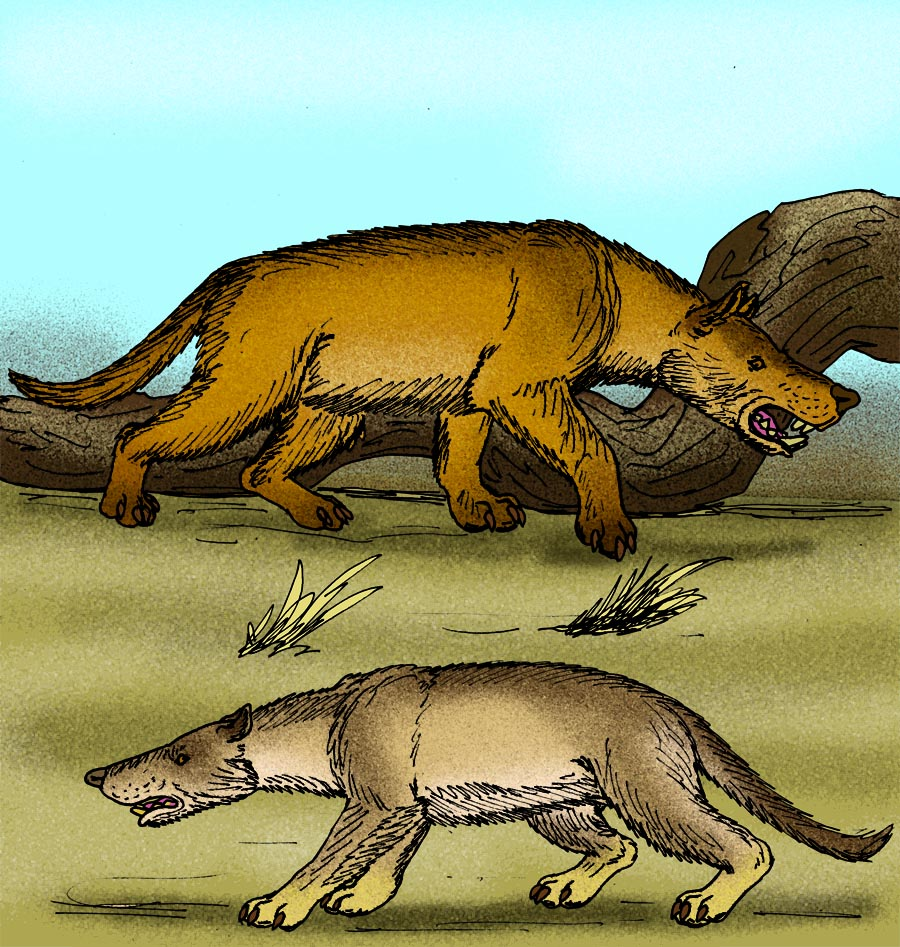
Fent egy H. gigas és lent egy H. mongoliensis látható

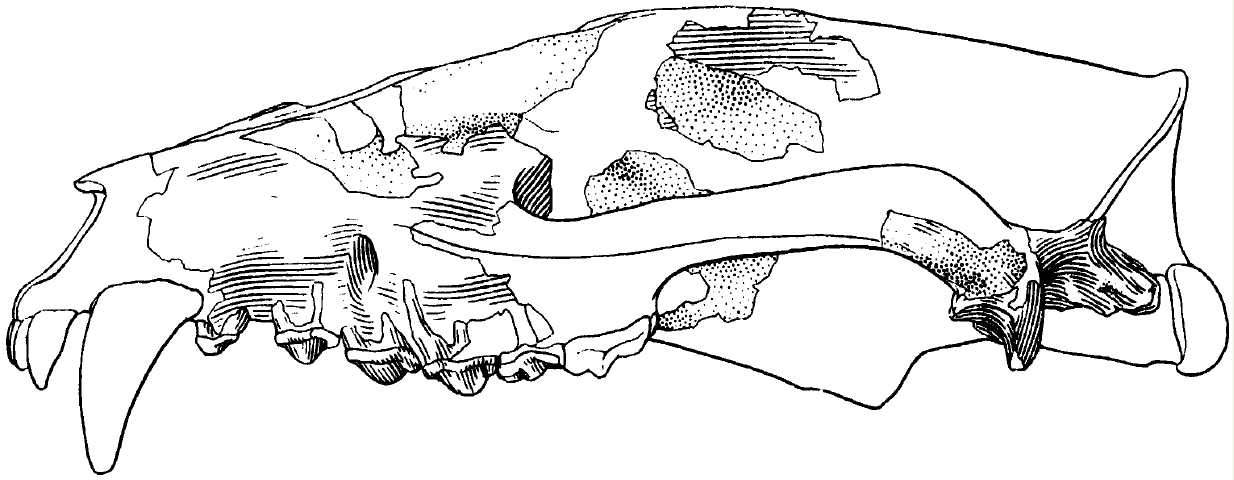
Dissopsalis carnifex koponya rekonstrukciója, az AM19401 példány alapján

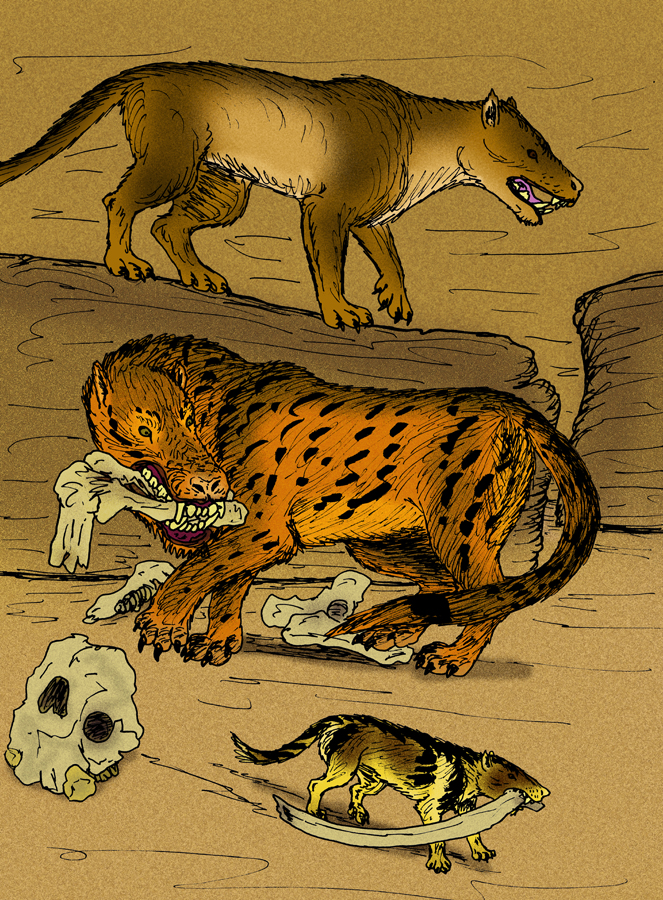
Két Megistotherium osteothlastes a kora miocén korszakból

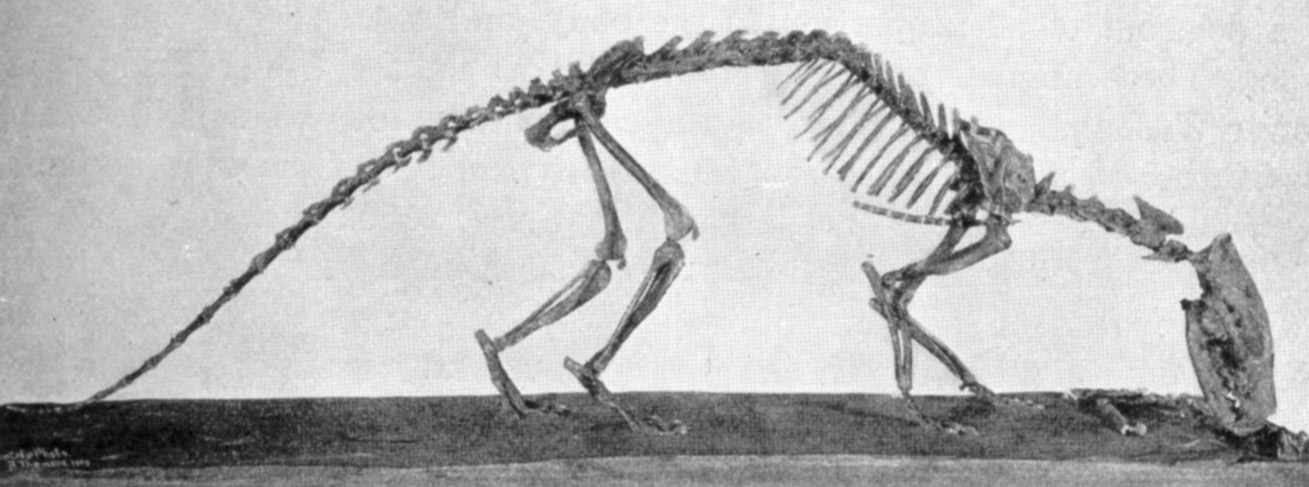
Tritemnodon agilis csontváz

A családba 4 alcsalád és 35 alcsaládba helyezett emlősnem tartozik. 28 nemnek nincs meghatározva az alcsaládja.
- Hyaenodontinae
  - Hyaenodon - szinonimák: Alloeodectes, Neohyaenodon, Pseudopterodon
  - Isohyaenodon
  - Metapterodon
  - Neoparapterodon
  - Pyrocyon
- Hyainailourinae
  - Anasinopa
  - Apterodon - szinonima: Dasyurodon
  - Buhakia
  - Dissopsalis
  - Francotherium
  - Hyainailouros - szinonima: Sivapterodon
  - Megistotherium
  - Metasinopa
  - Pterodon
- Limnocyoninae
  - Iridodon
  - Limnocyon - szinonima: Telmatocyon
  - Oxyaenodon
  - Prolimnocyon
  - Thinocyon
- Proviverrinae
  - Allopterodon
  - Arfia
  - Boualitomus
  - Cynohyaenodon
  - Eurotherium
  - Kyawdawia
  - Leonhardtina
  - Masrasector
  - Paracynohyaenodon
  - Paratritemnodon
  - Prodissopsalis
  - Prototomus
  - Proviverra - szinonima: Mimocyon
  - Sinopa - szinonimák: Stypolophus, Triacodon
  - Tinerhodon
  - Tritemnodon
- Incertae sedis
  - Acarictis
  - Ahknatenavus
  - Alienetherium
  - Consobrinus
  - Galecyon
  - Gazinocyon
  - Geiselotherium
  - Hemipsalodon
  - Hyaenodontipus
  - Imperatoria
  - Ischnognathus
  - Leakitherium
  - Orienspterodon
  - Oxyaenoides
  - Paenoxyaenoides
  - Parapterodon
  - Paravagula
  - Paroxyaena
  - Praecodens
  - Prolaena
  - Propterodon
  - Proviverroides
  - Quasiapterodon
  - Quercitherium
  - Schizophagus
  - Teratodon
  - Thereutherium
  - Yarshea

Még nem tisztázott, ha a Machaeroidinae alcsalád ebbe a családba tartozik-e vagy az Oxyaenidae családhoz. (e.g. Egi, 2001)